# Final do Grand Prix de Patinação Artística no Gelo de 2015–16
A Final do Grand Prix de Patinação Artística no Gelo de 2015–16 foi a vigésima primeira edição da competição, um evento anual de patinação artística no gelo organizado pela União Internacional de Patinação (em inglês:  International Skating Union), e o evento final do Grand Prix de 2015–16. Os patinadores se qualificaram para essa competição através de outras seis competições: Trophée Éric Bompard, NHK Trophy, Rostelecom Cup, Cup of China, Skate America e Skate Canada International. O evento júnior é disputado ao mesmo tempo do sênior. A competição foi disputada entre os dias 10 de dezembro e 13 de dezembro de 2015, na cidade de Barcelona, Espanha.

## Eventos
- Individual masculino
- Individual feminino
- Duplas
- Dança no gelo
- Patinação sincronizada

## Medalhistas
| Evento                          | Ouro                                                 | Prata                                          | Bronze                                            |
| Sênior                          |                                                      |                                                |                                                   |
| Individual masculino detalhes   | Yuzuru Hanyu · Japão                                 | Javier Fernández · Espanha                     | Shoma Uno · Japão                                 |
| Individual feminino detalhes    | Evgenia Medvedeva · Rússia                           | Satoko Miyahara · Japão                        | Elena Radionova · Rússia                          |
| Duplas detalhes                 | Ksenia Stolbova · Fedor Klimov · Rússia              | Meagan Duhamel · Eric Radford · Canadá         | Yuko Kavaguti · Alexander Smirnov · Rússia        |
| Dança no gelo detalhes          | Kaitlyn Weaver · Andrew Poje · Canadá                | Madison Chock · Evan Bates · Estados Unidos    | Anna Cappellini · Luca Lanotte · Itália           |
| Júnior                          |                                                      |                                                |                                                   |
| Individual masculino detalhes   | Nathan Chen · Estados Unidos                         | Dmitri Aliev · Rússia                          | Sota Yamamoto · Japão                             |
| Individual feminino detalhes    | Polina Tsurskaya · Rússia                            | Maria Sotskova · Rússia                        | Marin Honda · Japão                               |
| Duplas detalhes                 | Ekaterina Borisova · Dmitry Sopot · Rússia           | Anna Dušková · Martin Bidař · República Tcheca | Amina Atakhanova · Ilia Spiridonov · Rússia       |
| Dança no gelo detalhes          | Lorraine McNamara · Quinn Carpenter · Estados Unidos | Alla Loboda · Pavel Drozd · Rússia             | Rachel Parsons · Michael Parsons · Estados Unidos |
| Patinação sincronizada          |                                                      |                                                |                                                   |
| Patinação sincronizada detalhes | Team Paradise · Rússia                               | Team Rockettes · Finlândia                     | Team Nexxice · Canadá                             |

## Classificados
Sênior
|             | Masculino            | Feminino                   | Duplas                                 | Dança no gelo                              |
| ----------- | -------------------- | -------------------------- | -------------------------------------- | ------------------------------------------ |
| 1           | ESP Javier Fernández | USA Gracie Gold            | CAN Meagan Duhamel / Eric Radford      | CAN Kaitlyn Weaver / Andrew Poje           |
| 2           | JPN Yuzuru Hanyu     | RUS Evgenia Medvedeva      | RUS Yuko Kavaguti / Alexander Smirnov  | USA Madison Chock / Evan Bates             |
| 3           | JPN Shoma Uno        | JPN Satoko Miyahara        | CHN Sui Wenjing / Han Cong (WD)        | ITA Anna Cappellini / Luca Lanotte         |
| 4           | CHN Jin Boyang       | JPN Mao Asada              | RUS Ksenia Stolbova / Fedor Klimov     | USA Maia Shibutani / Alex Shibutani        |
| 5           | CAN Patrick Chan     | RUS Elena Radionova        | USA Alexa Scimeca / Chris Knierim      | USA Madison Hubbell / Zachary Donohue      |
| 6           | JPN Daisuke Murakami | USA Ashley Wagner          | CHN Yu Xiaoyu / Jin Yang               | RUS Ekaterina Bobrova / Dmitri Soloviev    |
| 7           | —                    | —                          | CAN Julianne Séguin / Charlie Bilodeau | —                                          |
| Substitutos |                      |                            |                                        |                                            |
| 1º          | CHN Yan Han          | JPN Rika Hongo             | CHN Peng Cheng / Zhang Hao (convocado) | RUS Victoria Sinitsina / Nikita Katsalapov |
| 2º          | USA Max Aaron        | RUS Elizaveta Tuktamysheva | FRA Vanessa James / Morgan Ciprès      | CAN Piper Gilles / Paul Poirier            |
| 3º          | RUS Adian Pitkeev    | USA Courtney Hicks         | —                                      | RUS Alexandra Stepanova / Ivan Bukin       |

Júnior
|             | Masculino             | Feminino             | Duplas                                     | Dança no gelo                                |
| ----------- | --------------------- | -------------------- | ------------------------------------------ | -------------------------------------------- |
| 1           | USA Nathan Chen       | RUS Polina Tsurskaya | RUS Amina Atakhanova / Ilia Spiridonov     | USA Lorraine McNamara / Quinn Carpenter      |
| 2           | RUS Dmitri Aliev      | RUS Maria Sotskova   | UKR Renata Oganesian / Mark Bardei         | USA Rachel Parsons / Michael Parsons         |
| 3           | JPN Sota Yamamoto     | JPN Yuna Shiraiwa    | RUS Ekaterina Borisova / Dmitry Sopot      | RUS Alla Loboda / Pavel Drozd                |
| 4           | CAN Roman Sadovsky    | JPN Marin Honda      | RUS Anastasia Gubanova / Alexei Sintsov    | RUS Betina Popova / Yuri Vlasenko            |
| 5           | ISR Daniel Samohin    | JPN Mai Mihara       | CZE Anna Dušková / Martin Bidař            | FRA Marie-Jade Lauriault / Romain Le Gac     |
| 6           | USA Vincent Zhou      | RUS Alisa Fedichkina | RUS Anastasia Poluianova / Stepan Korotkov | RUS Anastasia Skoptcova / Kirill Aleshin     |
| Substitutos |                       |                      |                                            |                                              |
| 1º          | LAT Deniss Vasiļjevs  | JPN Kaori Sakamoto   | CAN Bryn Hoffman / Bryce Chudak            | FRA Angélique Abachkina / Louis Thauron      |
| 2º          | RUS Alexander Samarin | KOR Choi Da-bin      | USA Joy Weinberg / Maximiliano Fernandez   | USA Christina Carreira / Anthony Ponomarenko |
| 3º          | CAN Nicolas Nadeau    | USA Vivian Le        | RUS Elena Ivanova / Tagir Khakimov         | RUS Sofia Shevchenko / Igor Eremenko         |

## Resultados

### Sênior

#### Individual masculino
| Pos.              | Nome             | Nacionalidade | Pontos | PC         | PL         |
| ----------------- | ---------------- | ------------- | ------ | ---------- | ---------- |
| Medalha de ouro   | Yuzuru Hanyu     | Japão         | 330.43 | 110.95 (1) | 219.48 (1) |
| Medalha de prata  | Javier Fernández | Espanha       | 292.95 | 91.52 (2)  | 201.43 (2) |
| Medalha de bronze | Shoma Uno        | Japão         | 276.79 | 86.47 (4)  | 190.32 (4) |
| 4                 | Patrick Chan     | Canadá        | 263.45 | 70.61 (6)  | 192.84 (3) |
| 5                 | Jin Boyang       | China         | 263.45 | 86.95 (3)  | 176.50 (5) |
| 6                 | Daisuke Murakami | Japão         | 235.49 | 83.47 (5)  | 152.02 (6) |

#### Individual feminino
| Pos.              | Nome              | Nacionalidade  | Pontos | PC        | PL         |
| ----------------- | ----------------- | -------------- | ------ | --------- | ---------- |
| Medalha de ouro   | Evgenia Medvedeva | Rússia         | 222.54 | 74.58 (1) | 147.96 (1) |
| Medalha de prata  | Satoko Miyahara   | Japão          | 208.85 | 68.76 (4) | 140.09 (2) |
| Medalha de bronze | Elena Radionova   | Rússia         | 201.13 | 69.43 (2) | 131.70 (4) |
| 4                 | Ashley Wagner     | Estados Unidos | 199.81 | 60.04 (6) | 139.77 (3) |
| 5                 | Gracie Gold       | Estados Unidos | 194.79 | 66.52 (5) | 128.27 (5) |
| 6                 | Mao Asada         | Japão          | 194.32 | 69.13 (3) | 125.19 (6) |

#### Duplas
| Pos.              | Nome                               | Nacionalidade  | Pontos | PC        | PL         |
| ----------------- | ---------------------------------- | -------------- | ------ | --------- | ---------- |
| Medalha de ouro   | Ksenia Stolbova / Fedor Klimov     | Rússia         | 229.44 | 74.84 (1) | 154.60 (1) |
| Medalha de prata  | Meagan Duhamel / Eric Radford      | Canadá         | 216.67 | 72.74 (3) | 143.93 (2) |
| Medalha de bronze | Yuko Kavaguti / Alexander Smirnov  | Rússia         | 206.59 | 73.64 (2) | 132.95 (3) |
| 4                 | Julianne Séguin / Charlie Bilodeau | Canadá         | 200.98 | 71.16 (4) | 129.82 (4) |
| 5                 | Yu Xiaoyu / Jin Yang               | China          | 186.67 | 68.63 (5) | 118.24 (5) |
| 6                 | Peng Cheng / Zhang Hao             | China          | 183.04 | 65.60 (7) | 117.44 (6) |
| 7                 | Alexa Scimeca / Chris Knierim      | Estados Unidos | 177.42 | 68.14 (6) | 109.28 (7) |

#### Dança no gelo
| Pos.              | Nome                                | Nacionalidade  | Pontos | PC        | PL         |
| ----------------- | ----------------------------------- | -------------- | ------ | --------- | ---------- |
| Medalha de ouro   | Kaitlyn Weaver / Andrew Poje        | Canadá         | 182.66 | 72.75 (1) | 109.91 (1) |
| Medalha de prata  | Madison Chock / Evan Bates          | Estados Unidos | 177.55 | 71.64 (2) | 105.91 (3) |
| Medalha de bronze | Anna Cappellini / Luca Lanotte      | Itália         | 176.37 | 70.14 (3) | 106.23 (2) |
| 4                 | Maia Shibutani / Alex Shibutani     | Estados Unidos | 174.92 | 69.11 (4) | 105.81 (4) |
| 5                 | Ekaterina Bobrova / Dmitri Soloviev | Rússia         | 166.73 | 65.43 (6) | 101.30 (5) |
| 6                 | Madison Hubbell / Zachary Donohue   | Estados Unidos | 163.20 | 66.21 (5) | 96.99 (6)  |

### Júnior

#### Individual masculino júnior
| Pos.              | Nome           | Nacionalidade  | Pontos | PC        | PL         |
| ----------------- | -------------- | -------------- | ------ | --------- | ---------- |
| Medalha de ouro   | Nathan Chen    | Estados Unidos | 225.04 | 78.59 (1) | 146.45 (1) |
| Medalha de prata  | Dmitri Aliev   | Rússia         | 211.22 | 76.78 (2) | 134.44 (2) |
| Medalha de bronze | Sota Yamamoto  | Japão          | 205.31 | 72.85 (3) | 132.46 (4) |
| 4                 | Vincent Zhou   | Estados Unidos | 204.56 | 70.48 (4) | 134.08 (3) |
| 5                 | Daniel Samohin | Israel         | 184.68 | 69.48 (5) | 115.20 (5) |
| 6                 | Roman Sadovsky | Canadá         | 168.40 | 59.37 (6) | 109.03 (6) |

#### Individual feminino júnior
| Pos.              | Nome             | Nacionalidade | Pontos | PC        | PL         |
| ----------------- | ---------------- | ------------- | ------ | --------- | ---------- |
| Medalha de ouro   | Polina Tsurskaya | Rússia        | 195.28 | 66.69 (1) | 128.59 (1) |
| Medalha de prata  | Maria Sotskova   | Rússia        | 184.01 | 62.64 (4) | 121.37 (2) |
| Medalha de bronze | Marin Honda      | Japão         | 178.64 | 63.69 (3) | 114.95 (3) |
| 4                 | Alisa Fedichkina | Rússia        | 178.11 | 64.17 (2) | 113.94 (4) |
| 5                 | Yuna Shiraiwa    | Japão         | 173.82 | 60.68 (5) | 113.14 (5) |
| 6                 | Mai Mihara       | Japão         | 166.25 | 56.01 (6) | 110.24 (6) |

#### Duplas júnior
| Pos.              | Nome                                   | Nacionalidade    | Pontos | PC        | PL         |
| ----------------- | -------------------------------------- | ---------------- | ------ | --------- | ---------- |
| Medalha de ouro   | Ekaterina Borisova / Dmitry Sopot      | Rússia           | 171.86 | 60.29 (1) | 111.57 (1) |
| Medalha de prata  | Anna Dušková / Martin Bidař            | República Tcheca | 162.33 | 55.78 (3) | 106.55 (2) |
| Medalha de bronze | Amina Atakhanova / Ilia Spiridonov     | Rússia           | 162.00 | 58.58 (2) | 103.42 (3) |
| 4                 | Anastasia Gubanova / Alexei Sintsov    | Rússia           | 157.09 | 54.88 (4) | 102.21 (4) |
| 5                 | Renata Oganesian / Mark Bardei         | Ucrânia          | 149.87 | 52.54 (5) | 97.33 (5)  |
| 6                 | Anastasia Poluianova / Stepan Korotkov | Rússia           | 145.27 | 45.89 (6) | 99.38 (6)  |

#### Dança no gelo júnior
| Pos.              | Nome                                 | Nacionalidade  | Pontos | PC        | PL        |
| ----------------- | ------------------------------------ | -------------- | ------ | --------- | --------- |
| Medalha de ouro   | Lorraine Mcnamara / Quinn Carpenter  | Estados Unidos | 158.26 | 65.90 (1) | 92.36 (1) |
| Medalha de prata  | Alla Loboda / Pavel Drozd            | Rússia         | 150.86 | 64.01 (3) | 86.85 (2) |
| Medalha de bronze | Rachel Parsons / Michael Parsons     | Estados Unidos | 144.41 | 64.91 (2) | 79.50 (5) |
| 4                 | Betina Popova / Yuri Vlasenko        | Rússia         | 143.96 | 61.85 (4) | 82.11 (4) |
| 5                 | Marie-Jade Lauriault / Romain Le Gac | França         | 141.44 | 57.97 (5) | 83.47 (3) |
| 6                 | Anastasia Skoptcova / Kirill Aleshin | Rússia         | 134.61 | 56.51 (6) | 78.10 (6) |

### Patinação sincronizada
| Pos.              | Nome             | Nacionalidade  | Pontos | PL         |
| ----------------- | ---------------- | -------------- | ------ | ---------- |
| Medalha de ouro   | Team Paradise    | Rússia         | 131.09 | 131.09 (1) |
| Medalha de prata  | Team Rockettes   | Finlândia      | 127.66 | 127.66 (2) |
| Medalha de bronze | Team Nexxice     | Canadá         | 120.34 | 120.34 (3) |
| 4                 | Team Surprise    | Suécia         | 118.48 | 118.48 (4) |
| 5                 | Team Haydenettes | Estados Unidos | 106.81 | 106.81 (5) |

## Quadro de medalhas
Geral
| Ordem | País             | Medalha de ouro | Medalha de prata | Medalha de bronze |    | Ordem por total |
| ----- | ---------------- | --------------- | ---------------- | ----------------- | -- | --------------- |
| 1     | Rússia           | 4               | 3                | 3                 | 10 | 1               |
| 2     | Estados Unidos   | 2               | 1                | 1                 | 4  | 3               |
| 3     | Japão            | 1               | 1                | 3                 | 5  | 2               |
| 4     | Canadá           | 1               | 1                |                   | 2  | 4               |
| 5     | Espanha          |                 | 1                |                   | 1  | 5               |
| 5     | República Tcheca |                 | 1                |                   | 1  | 5               |
| 7     | Itália           |                 |                  | 1                 | 1  | 5               |
| TOTAL | TOTAL            | 8               | 8                | 8                 | 24 | —               |

Sênior
| Ordem | País           | Medalha de ouro | Medalha de prata | Medalha de bronze |    | Ordem por total |
| ----- | -------------- | --------------- | ---------------- | ----------------- | -- | --------------- |
| 1     | Rússia         | 2               |                  | 2                 | 4  | 1               |
| 2     | Japão          | 1               | 1                | 1                 | 3  | 2               |
| 3     | Canadá         | 1               | 1                |                   | 2  | 3               |
| 4     | Espanha        |                 | 1                |                   | 1  | 4               |
| 4     | Estados Unidos |                 | 1                |                   | 1  | 4               |
| 6     | Itália         |                 |                  | 1                 | 1  | 4               |
| TOTAL | TOTAL          | 4               | 4                | 4                 | 12 | —               |

Júnior
| Ordem | País             | Medalha de ouro | Medalha de prata | Medalha de bronze |    | Ordem por total |
| ----- | ---------------- | --------------- | ---------------- | ----------------- | -- | --------------- |
| 1     | Rússia           | 2               | 3                | 1                 | 6  | 1               |
| 2     | Estados Unidos   | 2               |                  | 1                 | 3  | 2               |
| 3     | Japão            |                 |                  | 2                 | 2  | 3               |
| 4     | República Tcheca |                 | 1                |                   | 1  | 4               |
| TOTAL | TOTAL            | 4               | 4                | 4                 | 12 | —               |